# Otto Taubmann

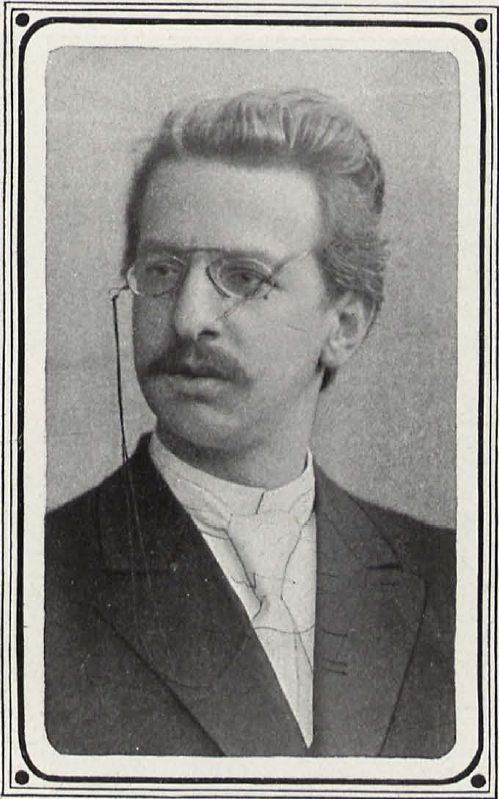
Otto Taubmann, 1905

Otto Taubmann (* 8. März 1859 in Hamburg; † 4. Juli 1929 in Berlin) war ein deutscher Komponist und Dirigent.

## Leben
Taubmann war zunächst Kaufmann, studierte von 1879 bis 1882 Klavier, Violoncello und Komposition in Dresden und machte Studienreisen nach Paris und Wien. Er arbeitete mehrere Jahre als Dirigent und war von 1886 bis 1889 der Besitzer des Freudenbergschen Konservatoriums in Wiesbaden. Ab 1895 lebte er in Berlin zunächst als Theorielehrer und Musikkritiker (u. a. für den Berliner Börsen-Courier) und war 1920–1925 als Kompositionslehrer an der Staatlichen Hochschule für Musik tätig.
Otto Taubmann gehörte seit 1917 der Musiksektion der Preußischen Akademie der Künste an. Zu seinen Schülern an der Akademie gehörten unter anderem Ludwig Roselius und Walter Draeger.
Taubmanns kompositorisches Werk umfasst neben Liedern und Chorwerken auch geistliche und Bühnenmusik. Neben Psalmvertonungen und dem 1904 veröffentlichten Chordrama Sängerweihe nach einem Libretto von Christian von Ehrenfels wurde 1916 die Oper Porzia nach William Shakespeares Der Kaufmann von Venedig uraufgeführt. Eine weitere Oper mit dem Titel Die missbrauchten Liebesbriefe blieb Fragment.
Neben eigenen Kompositionen veröffentlichte Taubmann eine große Zahl von Bearbeitungen von Stücken anderer Komponisten, darunter Heinrich Schütz, Richard Strauss, Jean Sibelius und Antonín Dvořák. Die 1909 entstandene und 2007 wiederveröffentlichte Bearbeitung seiner Romanze in C op. 42 nannte der sonst sehr kritische Sibelius in einem Schreiben an den Verlag „Vorzüglich“.
Gelegentlich benutzte Taubmann das Pseudonym Nambuat.
Seine letzte Ruhestätte fand Otto Taubmann auf dem Südwestkirchhof Stahnsdorf.

## Kompositionen (Auswahl)
- Streichquartett a-Moll, 1890
- Eine Deutsche Messe für Soli, Chor, Orchester und Orgel, 1899
- Sängerweihe, Chordrama, Uraufführung 25. November 1904 in Elberfeld
- Und ich sah, Lied, op. 26
- Tauwetter, Chorwerk
- Kampf und Friede, Kantate
- Porzia, Oper, Uraufführung 15. November 1916 in Frankfurt/Main[4]
- Sang an die Heimat, Symphonie
- Die missbrauchten Liebesbriefe, Opernfragment nach Gottfried Keller